# Káldy Barna
Káldy Barna (Káldy Aladár Barna, Komárom (ma Szlovákia), 1903. november 6. – Győr, 1992. április 25.) építész, építőmester.

## Életútja
Káldy Mihály győri kőműves- és építőmester és Major Jolán komáromi földhivatali alkalmazott fiaként született egy középnemesi származású családban.
A győri Kereskedelmi Szakközépiskolában tanult, majd a  Főreáliskolában tette le az érettségi vizsgáját. Középfokú tanulmányai után Budapesten, az Állami Felső Építőipariskolában építőmesteri képesítést szerzett, ezt követően pedig hazatért Győrbe és édesapja mellett segédkezett. Az apa jó hírű vállalkozását végül 1928-ban vette át.
1930-ban feleségül vette Nits Zsófiát. Gyermekeik: Barna, aki szintén építész lett, Zsuzsanna Veronika és Eszter Jolán.
A második világháború idején felmentették a katonaság alól és a Rába Waggon- és Gépgyár óvóhelyeinek tervezésével foglalkozott.
A háború befejezése után aktív részt vállalt Győr város újjáépítésében. Többek között a Richards Gyár és a Rába Waggon- és Gépgyár épületállományának helyreállítása köthető a nevéhez.
1949-ben államosították a vállalkozását. Utána, 1955-ig a Győri Építő Vállalat osztályvezetője, azt követően pedig a Győr-Sopron megyei Tanácsi Tervező Vállalat építésze volt. Egészen 85 éves koráig dolgozott.
89 éves korában hunyt el tüdőrákban. Győrben, a Nádorvárosi Köztemetőben helyezték örök nyugalomra.

## Építészi munkássága
Győrben, az Attila út 14. szám alatt élt és működtette irodáját.
Munkáival Győrben, illetve Győr környéki településeken találkozhatunk.
Első önálló tervezése, egyben legfontosabb műve az 1927-ben épült győri Csermák-ház. Ez az épület napjainkban helyi védelem alatt áll és meghatározó városképi szereppel bír.
Korai épületein megfigyelhető a historizmus és a szecesszió hatása, később – talán a Bauhaus hatásának köszönhetően – fokozatosan egyszerűsödött a formavilága.
Bár nem volt okleveles építész, tervezői tevékenységét sokra tartották, ezért a második világháborút követő évtizedekben is tervezőirodákban dolgozhatott. Munkájának elismeréseként, 1985-ben megkapta a Magyar Népköztársasági Minisztertanácsa 1006/1977 számú határozatával alapított Kiváló munkáért kitüntető jelvényt.

## Építési vállalkozói munkássága
A Corvin utca 30. szám alatt pedig egy telephelyet létesített.
Építőmesterként számos olyan épület kivitelezését irányította, melyeknek a tervei más építészek rajzasztalán készültek. Rendezte az építési engedélyezési folyamatot, költségvetést készített, intézte a tereprendezést és az építőanyagok beszerzését. Lakatos Kálmán és Oberländer Sándor építészekkel több alkalommal dolgozott együtt.
A Káldy Barna irányítása alatt kivitelezett épületek közül a legjelentősebb Sándy Gyula Nádorvárosi evangélikus temploma, ami 1940-ben épült. Ehhez a templomhoz egyébként valamivel korábban, 1928-ban ő maga is készített tervet, ám ez nem valósult meg.

## Fontosabb munkái
| Sorszám | Leírás                                                                                                   | Tervező           | Kivitelező                                                      | Építés éve | Kép |
| ------- | --- | ----------------- | --------------------------------------------------------------- | ---------- | --- |
| 1.      | Csermák Gusztáv kelmefestő, vegytisztító háza és üzeme. Győr, Ady Endre utca 2. Helyi védelem alatt áll. | Káldy Barna       | Káldy Barna                                                     | 1927       |     |
| 2.      | Wohlráb-ház. Győr, Corvin utca 2.                                                                        | Káldy Barna       | Káldy Barna                                                     | 1929 k.    |     |
| 3.      | Komárom, evangélikus imaház. Mártírok útja 10.                                                           | Káldy Barna       | Káldy Barna                                                     | 1930 k.    |     |
| 4.      | Börcs, evangélikus szeretetház. Petőfi Sándor utca 46.                                                   | Oberländer Sándor | Káldy Barna                                                     | 1930       |     |
| 5.      | Kelemen András gabona- és építőanyag kereskedő és neje, Tuczy Erzsébet háza. Győr, Kálvária utca 43/A.   | Káldy Barna       | Káldy Barna                                                     | 1928       |     |
| 6.      | Pattermann Rezső háza. Győr, Buda utca 20.                                                               | Káldy Barna       | Káldy Barna                                                     | 1929       |     |
| 7.      | Városi bérházak. Győr, Szigethy Attila út 1-7.                                                           | Friedrich Lóránd  | Káldy Barna, Bruder Ignác, Schmickli Lajos, Wellanschitz Alajos | 1929       |     |
| 8.      | Győr, evangélikus szeretetház, bővítés. Győr, Péterfy Sándor utca 5.                                     | Oberländer Sándor | Káldy Barna                                                     | 1933       |     |
| 9.      | Pattermann-ház (“Nyúl Miska háza”), Győr, Bem tér 8.                                                     | Káldy Barna       | Káldy Barna                                                     | 1935       |     |
| 10.     | Nádorvárosi evangélikus templom                                                                          | Sándy Gyula       | Káldy Barna                                                     | 1940       |     |
| 11.     | Komárom (Szlovákia), Posta                                                                               | Káldy Barna       | Káldy Barna                                                     | 1942       |     |
| 12.     | Fekete Kálmán háza. Győr, Baross utca 71.                                                                | Kiss Tibor        | Káldy Barna                                                     | 1930       |     |
| 13.     | Fekete-ház. Győr, Bartók Béla út 10/B.                                                                   | Lakatos Kálmán    | Káldy Barna                                                     | 1932       |     |
| 14.     | Kisfaludy Színház (átépítve, ma: Vaskakas Bábszínház), Győr, Czuczor Gergely utca 17.                    | Lakatos Kálmán    | Káldy Barna                                                     | 1933       |     |
| 15.     | Győrújfalu, evangélikus templom                                                                          | Káldy Barna       | Káldy Sándor                                                    | 1949       |     |
| 16.     | Ménfőcsanak, evangélikus templom                                                                         | Káldy Barna       | Péter Lajos                                                     | 1957       |     |